# Dodger Stadium
Dodger Stadium er et baseballstadion i Los Angeles i Californien, USA, der er hjemmebane for MLB-klubben Los Angeles Dodgers. Stadionet har plads til 56.000 tilskuere, og blev indviet 10. april 1962. Her erstattede det L.A. Memorial Coliseum som Dodgers hjemmebane.
Dodger Stadium har også en kortere periode været hjemmebane for det andet MLB-hold fra Los Angeles, Los Angeles Angels.